# Rencontres avec un jeune poète
Pour plus de détails, voir Fiche technique et Distribution.
Rencontres avec un jeune poète (Meetings with a Young Poet) est un film québécois sorti le 4 avril 2014, réalisé par Rudy Barichello.

## Synopsis
Carole Thomas, actrice, souhaite produire une pièce de Samuel Beckett. Pour ce faire, elle doit obtenir l'autorisation de Paul Susser, poète à qui Beckett a cédé les droits de son œuvre à la suite de leurs rencontres plusieurs années plus tôt. 

## Fiche technique
- Titre : Meetings with a Young Poet
- Réalisation : Rudy Barichello
- Production : Pierre Even et Marie-Claude Poulin
- Société de production: Item 7
- Société de distribution : TVA Films
- Pays :  Canada
- Langue originale : anglais
- Date de sortie : 4 avril 2014

## Distribution
- Vincent Hoss-Desmarais : Paul Susser
- Stephen McHattie : Samuel Beckett
- Maria de Medeiros : Carole Thomas